# Una pezza di Lundini
Una pezza di Lundini è stato un programma televisivo italiano trasmesso dal 7 settembre 2020 al 29 giugno 2022 su Rai 2, condotto da Valerio Lundini con Emanuela Fanelli.
La prima edizione è andata in onda nell'autunno 2020, la seconda a cavallo tra la primavera e l'estate 2021 mentre la terza ha avuto inizio nella primavera 2022, con la prima puntata pubblicata in anteprima su RaiPlay due giorni prima della sua messa in onda televisiva. A luglio 2022 viene annunciato che il programma si sarebbe concluso con la terza stagione.

## Il programma
La genesi del programma è rintracciabile, come affermato dall'autore Giovanni Benincasa, in un'evidente difficoltà di ripensare il formato del programma Battute?, inizialmente confermato per una seconda stagione, in seguito alle modifiche richieste dalla Rai a causa delle misure di contenimento della pandemia di COVID-19. Tutte le necessarie trasformazioni, infine, hanno portato alla realizzazione di un nuovo progetto, che è poi diventato Una pezza di Lundini.
Ispirato alla corrente dell'anti-comedy, il programma è uno show comico ideato dallo stesso Benincasa e condotto da Valerio Lundini, che veste i panni di un conduttore imbarazzato e lanciato sul palco senza preavviso con il compito di sostituire ogni volta un'immaginaria produzione improvvisamente saltata a causa di problemi tecnici, mettendo quindi «una pezza» nel palinsesto della rete (da qui il titolo del programma). La trasmissione segue uno stile prettamente nonsenso e consiste in una serie di gag e interviste surreali a personaggi dello spettacolo e non, ognuno dei quali viene usualmente introdotto da una scheda di presentazione altrettanto surreale, realizzata da Alessandro Gori.
Presenze fisse del programma sono l'attrice Emanuela Fanelli (che, inoltre, interpreta il ruolo di signorina buonasera in apertura di ciascuna puntata), l'autore Giovanni Benincasa come voce fuori campo che inframezza o accompagna le gag, I Vazzanikki (band composta da Carmelo Avanzato al basso, Flavio de Novellis alla chitarra, Gianluca Sassaroli alla batteria e Olimpio Riccardi al sassofono e dallo stesso Lundini, che spesso li accompagna alla tastiera nel corso del programma) in qualità di band ufficiale, Alessandro Gori, Stefano Rapone, il signor Roberto Torpedine, il signor Claudio Bonis, la signora Anna Pazienza e il "tenente" Carlo Silvestri (definito anche il «memista»).

## Edizioni
| Edizione | Inizio           | Fine           | Puntate | Conduttore      | Presenza fissa   |
| -------- | ---------------- | -------------- | ------- | --------------- | ---------------- |
| 1ª       | 7 settembre 2020 | 4 gennaio 2021 | 39+2    | Valerio Lundini | Emanuela Fanelli |
| 2ª       | 20 aprile 2021   | 20 luglio 2021 | 15      | Valerio Lundini | Emanuela Fanelli |
| 3ª       | 30 marzo 2022    | 29 giugno 2022 | 14      | Valerio Lundini | Emanuela Fanelli |

## Puntate

### Prima edizione
| Puntata | Messa in onda     | Ascolti        | Ascolti | Ospiti                                                                   |
| Puntata | Messa in onda     | Telespettatori | Share   | Ospiti                                                                   |
| ------- | ----------------- | -------------- | ------- | ------------------------------------------------------------------------ |
| 1       | 7 settembre 2020  | 386 000        | 3,06%   | Cristiano Caccamo                                                        |
| 2       | 8 settembre 2020  | 502 000        | 3,61%   | Ludovica Martino                                                         |
| 3       | 10 settembre 2020 | 394 000        | 2,90%   | Mister Potenza                                                           |
| 4       | 14 settembre 2020 | 272 000        | 1,74%   | Maurizio Marchetti                                                       |
| 5       | 15 settembre 2020 | 366 000        | 2,30%   | –                                                                        |
| 6       | 17 settembre 2020 | 314 000        | 2,10%   | Pilar Fogliati                                                           |
| 7       | 22 settembre 2020 | 661 000        | 3,40%   | Marco Ceccotti, Chef Ragoo                                               |
| 8       | 23 settembre 2020 | 406 000        | 2,70%   | Nino Frassica                                                            |
| 9       | 24 settembre 2020 | 355 000        | 2,70%   | Carlotta Antonelli                                                       |
| 10      | 28 settembre 2020 | 386 000        | 2,19%   | –                                                                        |
| 11      | 29 settembre 2020 | 573 000        | 2,90%   | Federico Cesari                                                          |
| 12      | 30 settembre 2020 | 307 000        | 2,10%   | –                                                                        |
| 13      | 1º ottobre 2020   | 158 000        | 1,30%   | Nicole Rossi                                                             |
| 14      | 5 ottobre 2020    | 489 000        | 3,10%   | Caterina Guzzanti                                                        |
| 15      | 6 ottobre 2020    | 675 000        | 3,30%   | Flavio Insinna                                                           |
| 16      | 8 ottobre 2020    | 199 000        | 1,60%   | Salvatore Aranzulla                                                      |
| 17      | 12 ottobre 2020   | 228 000        | 2,30%   | Bruno Giordano                                                           |
| 18      | 13 ottobre 2020   | 685 000        | 3,50%   | Sebastiano Somma, Calcutta                                               |
| 19      | 15 ottobre 2020   | 165 000        | 0,90%   | Myss Keta                                                                |
| 20      | 19 ottobre 2020   | 189 000        | 1,50%   | Sandra Milo                                                              |
| 21      | 20 ottobre 2020   | 600 000        | 2,90%   | Edoardo Vianello                                                         |
| 22      | 21 ottobre 2020   | 235 000        | 2,00%   | Andrea Delogu                                                            |
| 23      | 22 ottobre 2020   | 185 000        | 1,50%   | Enzo Salvi                                                               |
| 24      | 26 ottobre 2020   | 266 000        | 2,00%   | Giulio Cesari                                                            |
| 25      | 29 ottobre 2020   | 236 000        | 2,20%   | David Parenzo, Giuseppe Cruciani                                         |
| 26      | 3 novembre 2020   | 583 000        | 5,20%   | Carl Brave                                                               |
| 27      | 9 novembre 2020   | 261 000        | 1,80%   | Piergiorgio Odifreddi                                                    |
| 28      | 10 novembre 2020  | 420 000        | 3,90%   | Alessandro Borghi                                                        |
| 29      | 16 novembre 2020  | 243 000        | 1,83%   | Pierluigi Pardo                                                          |
| 30      | 23 novembre 2020  | 390 000        | 2,23%   | Benedetta Rossi                                                          |
| 31      | 30 novembre 2020  | 342 000        | 2,30%   | –                                                                        |
| 32      | 7 dicembre 2020   | 302 000        | 2,00%   | Marianna Aprile, Bobo Craxi, Tommaso Labate, Gad Lerner, Christian Raimo |
| 33      | 11 dicembre 2020  | 355 000        | 1,90%   | –                                                                        |
| 34      | 14 dicembre 2020  | 408 000        | 3,10%   | Fulminacci, Sandra Milo                                                  |
| 35      | 17 dicembre 2020  | 314 000        | 2,50%   | Giovanni Floris                                                          |
| 36      | 18 dicembre 2020  | –              | –       | Piotta                                                                   |
| 37      | 21 dicembre 2020  | 354 000        | 2,70%   | Riccardo Rossi                                                           |
| 38      | 22 dicembre 2020  | 222 000        | 2,60%   | Gianluca Timpone, Sandra Milo                                            |
| 39      | 23 dicembre 2020  | 290 000        | 3,70%   | Luis Sal, Pietro Castellitto                                             |
| Inediti | 28 dicembre 2020  | 252 000        | 1,30%   | –                                                                        |
| Inediti | 4 gennaio 2021    | 272 000        | 1,61%   | –                                                                        |
| Media   | Media             | 350 000        | 2,46%   |                                                                          |

### Seconda edizione
| Puntata | Messa in onda  | Ascolti        | Ascolti | Ospiti                                                           |
| Puntata | Messa in onda  | Telespettatori | Share   | Ospiti                                                           |
| ------- | -------------- | -------------- | ------- | ---------------------------------------------------------------- |
| 1       | 20 aprile 2021 | 321 000        | 3,02%   | Giampiero Ingrassia, Måneskin                                    |
| 2       | 27 aprile 2021 | 311 000        | 2.90%   | Fabio Caressa, Francesca Michielin                               |
| 3       | 4 maggio 2021  | 337 000        | 3,10%   | Benedetta Parodi, Bugo                                           |
| 4       | 11 maggio 2021 | 299 000        | 2,60%   | Frank Matano, Ghemon                                             |
| 5       | 18 maggio 2021 | 315 000        | 3,60%   | Roberto Saviano, Carlo Cottarelli, Niccolò Contessa              |
| 6       | 25 maggio 2021 | 310 000        | 2,10%   | Sergio Caputo                                                    |
| 7       | 1º giugno 2021 | 325 000        | 2,30%   | Samuele Bersani, Matteo Berrettini, Ema Stokholma, Gino Castaldo |
| 8       | 8 giugno 2021  | 226 000        | 1,70%   | Greta Scarano, Pinguini Tattici Nucleari                         |
| 9       | 15 giugno 2021 | 263 000        | 3,20%   | Lillo e Greg, Max Gazzè                                          |
| 10      | 22 giugno 2021 | 300 000        | 4,30%   | Walter Veltroni, Matilda De Angelis                              |
| 11      | 29 giugno 2021 | 341 000        | 4,90%   | J-Ax, Silvia Mazzieri                                            |
| 12      | 6 luglio 2021  | 176 000        | 1,00%   | Stefano De Martino, Max Pezzali, Marta Flavi, Barbara Gallavotti |
| 13      | 13 luglio 2021 | 382 000        | 2,60%   | Massimo Ceccherini, Nino Frassica, Paolo Calabresi               |
| 14      | 19 luglio 2021 | 304 000        | 2,10%   | Maccio Capatonda                                                 |
| 15      | 20 luglio 2021 | 248 000        | 2,00%   | Fabio Rovazzi, Maurizio Mannoni, Sandra Milo, Uccio De Santis    |
| Media   | Media          | 297 000        | 2,76%   |                                                                  |

### Terza edizione
| Puntata | Messa in onda  | Ascolti        | Ascolti | Ospiti                                                 |
| Puntata | Messa in onda  | Telespettatori | Share   | Ospiti                                                 |
| ------- | -------------- | -------------- | ------- | ------------------------------------------------------ |
| 1       | 30 marzo 2022  | 349 000        | 2,7%    | Topo Gigio, Francesca Fagnani                          |
| 2       | 6 aprile 2022  | 334 000        | 2,5%    | Emanuela Aureli, Giorgio Poi                           |
| 3       | 13 aprile 2022 | 334 000        | 2,8%    | Irma Testa, Edoardo Ferrario                           |
| 4       | 20 aprile 2022 | 383 000        | 2,6%    | Luca Ward, Noemi, Chiara Colizzi (voce)                |
| 5       | 27 aprile 2022 | 181 000        | 1,9%    | Federico Maria Sardelli                                |
| 6       | 4 maggio 2022  | 350 000        | 2,6%    | Raffaello Lupi, Francesca Fagnani                      |
| 7       | 11 maggio 2022 | 242 000        | 1,4%    | Richard Benson, Francesca Fagnani, Francesco Montanari |
| 8       | 18 maggio 2022 | 313 000        | 2,1%    | Nancy Brilli, Giovanni Floris, Mario Biondi            |
| 9       | 25 maggio 2022 | 313 000        | 2,1%    | Nino Frassica                                          |
| 10      | 1º giugno 2022 | 376 000        | 2,9%    | Claudio Lippi                                          |
| 11      | 8 giugno 2022  | 236 000        | 1,9%    | Anna Foglietta, Raf                                    |
| 12      | 15 giugno 2022 | 339 000        | 2,8%    | Arturo Brachetti, Giorgio Gori                         |
| 13      | 22 giugno 2022 | 272 000        | 3,3%    | Ariete, Tony Tammaro, Paolo Virzì                      |
| 14      | 29 giugno 2022 | 134 000        | 1,9%    | Giuliano Sangiorgi, Tiberio Timperi, Roberto Benigni   |
| Media   | Media          | 297 000        | 2,4%    |                                                        |